# 小倉記念病院
小倉記念病院（こくらきねんびょういん）は、福岡県北九州市小倉北区にある病院。旧政府管掌健康保険の福祉施設。

## 概要
前病院長は心臓カテーテル治療の権威である延吉正清。2012年6月に病院長・運営法人理事長からの引退を表明し、後継者の名前は未だ公にされていなかったが、2014年4月に後任として現病院長の永田泉が就任した。
1916年に私立小倉病院として設立、1948年に厚生省が買収、朝日新聞西部厚生文化事業団に経営委託され社会保険病院となり、その後2008年に同事業団から現在の運営母体である財団法人平成紫川会が引き継いだ。2代目の病院の建物（1970年築、初代は今の井筒屋小倉本店新館付近の場所にあった）が老朽化してきたことなどから、運営を引き継いだ平成紫川会が小倉北区浅野の工場跡（小倉駅北口近く）に用地を取得し、新病院を建設して全面移転する方針が立てられ、2008年、厚生労働省（社会保険庁）により正式に承認され、総事業費約380億円を平成紫川会が全額負担し建設が進められた。2010年12月17日をもって約40年にわたった同区貴船町1-1での医療行為を終え、同年12月27日から現在地での活動を開始した。2012年4月1日より、独立行政法人年金・健康保険福祉施設整理機構との社会保険病院経営委託契約を前日付けで終了のうえ、病院名を「社会保険小倉記念病院」から「小倉記念病院」に変更した。
- 新病院は総合病棟（地上13階建）と心臓血管病センター（地上10階建）からなり、延床面積86,063.69m2。

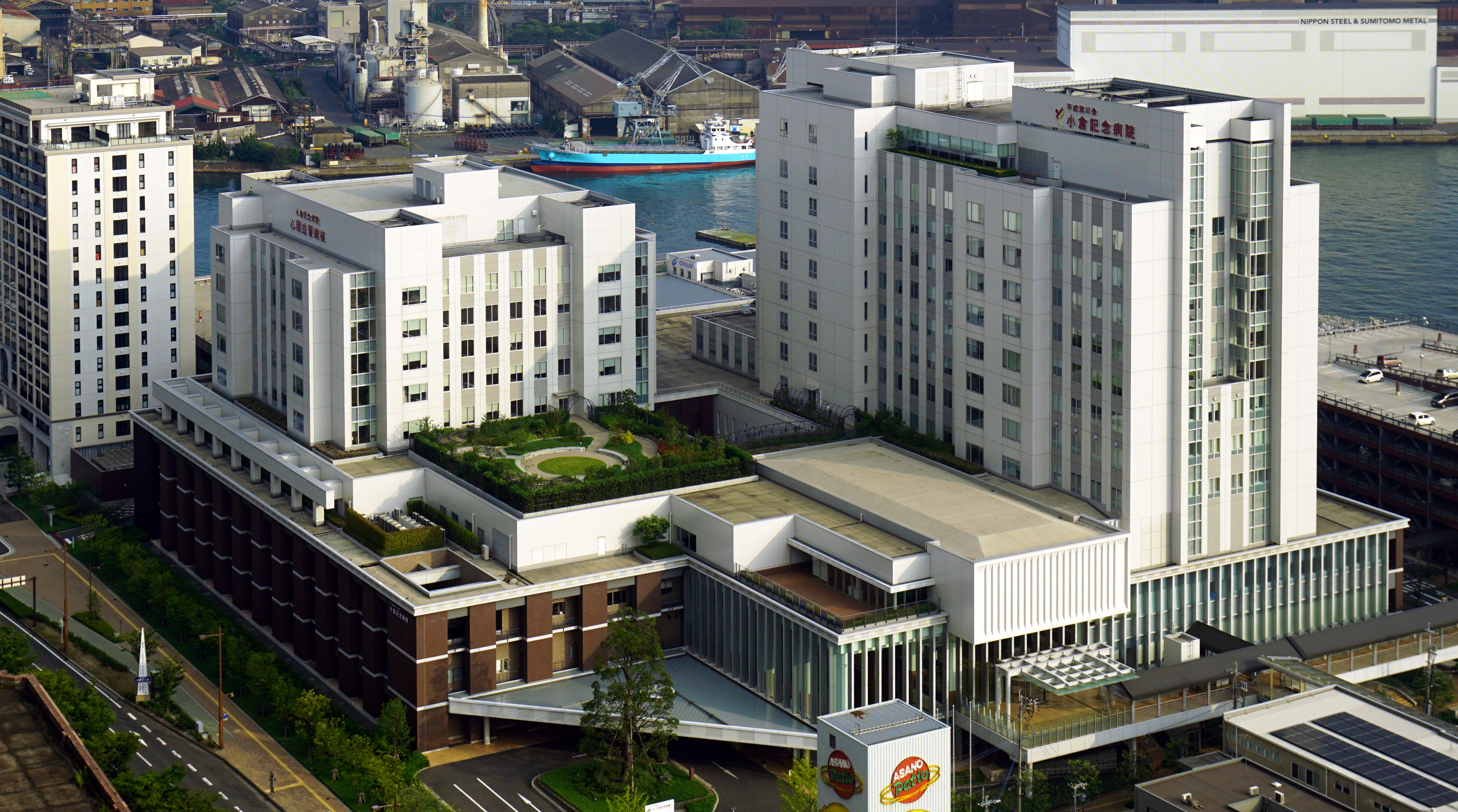
病院全景
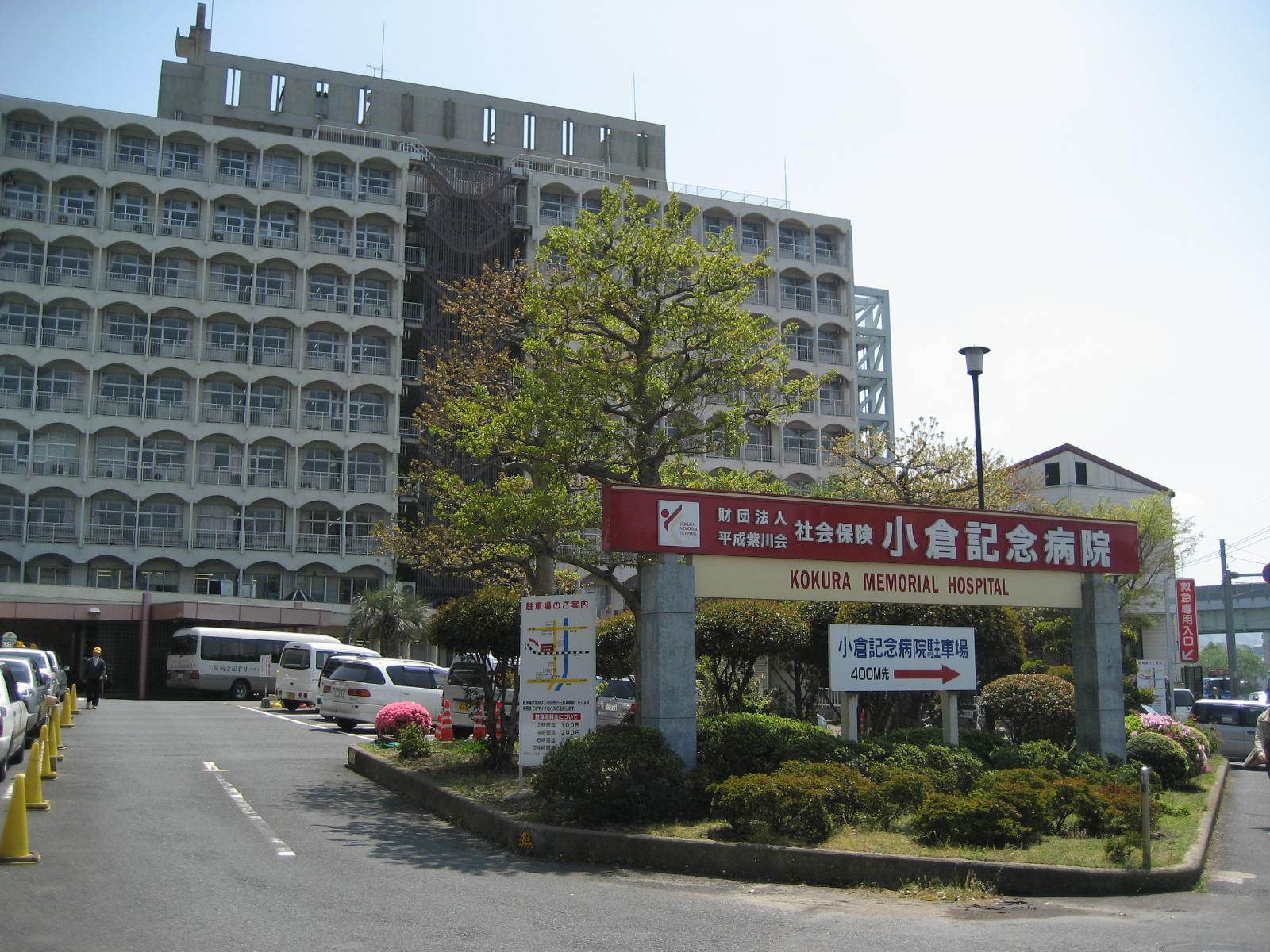
2010年12月17日で閉院した旧病院（2代目、小倉北区貴船町1番1号）

## 診療科目
- 内科（血液・糖尿病）
- 呼吸器内科
- 循環器科
- 消化器科
- 神経内科
- 精神科
- 皮膚科
- 外科
- 呼吸器外科
- 心臓血管外科

- 整形外科
- 脳神経外科
- 形成外科
- 泌尿器科
- 婦人科
- 眼科
- 耳鼻咽喉科
- 麻酔科
- 放射線科
- 病理科
- 救急部

- 心臓病センター
- 脳神経センター
- 消化器病センター
- 内視鏡センター
- 健康管理センター

## 指定・認定
- 1988年3月　外国医師臨床修練指定病院
- 2001年9月　（財）日本医療機能評価機構「一般病院種別B」
- 2004年10月　臨床研修指定病院
- 2005年4月　地域医療支援病院
- 2005年4月　救急告示病院

## 交通アクセス
JR小倉駅新幹線口（北口）からペデストリアンデッキを使って徒歩で行けるほか、病院に西鉄バス北九州のバス停（小倉記念病院）が設置され、中谷営業所から運行されている蒲生線が、夜間を除いて小倉駅バスセンターから延伸され乗り入れる。また、北九州市交通局も国道199号上にバス停（小倉記念病院玄関前）を設置し、小倉駅新幹線口を通る路線が停車する。